# سیوان (عبری)
| مراسم بیکوریم یا نوبرانه در شهر نحلل. |         |
| شماره ماه:                            | ۳       |
| شمار روزها:                           | ۳۰      |
| فصل:                                  | بهار    |
| گاه‌شماری میلادی:                      | مه–ژوئن |

سیوان (به عبری: סִיוָן) نهمین ماه مدنی و سومین ماه مذهبی در تقویم عبری است. سیوان ماهی پاییزی و ۳۰ روزه است.